# Lách tách mày đen
Lách tách mày đen hay Lách tách trán đen, tên khoa học Alcippe grotei là một loài chim trong họ Pellorneidae. Chúng được Delacour phân loại vào năm 1936.